# Chính sách thị thực của Yemen
Du khách đến Yemen phải xin thị thực từ một trong những phái bộ ngoại giao Yemen trừ khi họ đến từ một trong những quốc gia có thể xin thị thực tại cửa khẩu. Cho tới tháng 1 năm 2010 Yemen từng có chính sách thị thực tại cửa khẩu đối với 50 quốc gia.

## Bản đồ chính sách thị thực

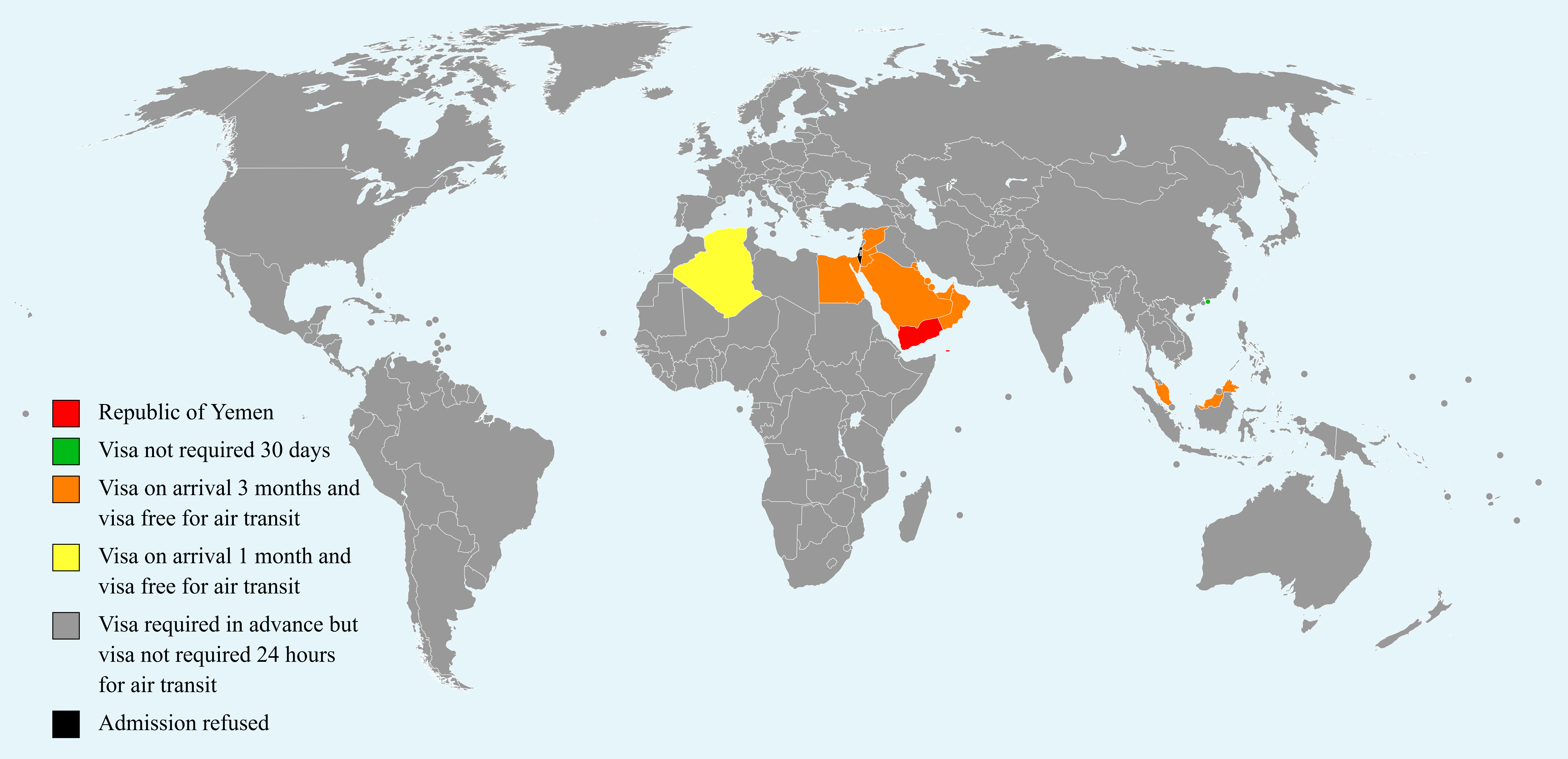
Chính sách thị thực Yemen

## Miễn thị thực
Công dân  Hồng Kông không cần thị thực lên đến 30 ngày.
Miễn thị thực với những người gốc Yemen.

## Thị thực tại cửa khẩu
Công dân của 11 quốc gia sau có thể xin thị thực tại cửa khẩu để vào Yemen có hiệu lực 3 tháng:
| - Algeria (1 month) - Bahrain - Ai Cập - Jordan - Kuwait - Malaysia | - Oman - Qatar - Ả Rập Saudi - Syria - Các Tiểu vương quốc Ả Rập Thống nhất |  |

## Quá cảnh
Hành khách quá cảnh mà không rời sân bay, và vẫn tiếp tục chuyến bay bằng máy bay đó hoặc chuyến bay nối tiếp không cần thị thực.

## Hô chiếu không phổ thông
Người sở hữu hộ chiếu ngoại giao hoặc công vụ/đặc biệt của Cuba, Cộng hòa Séc, Djibouti, Ethiopia, Mauritania, Maroc, Pakistan, Thổ Nhĩ Kỳ và người sở hữu hộ chiếu ngoại giao của Liban, Hungary và Palestine có thể xin thị thực tại cửa khẩu.

## Israel
Người sở hữu thị thực Israel (hoặc các giấy tờ nhập cảnh Israel khác) bị từ chối nhậm cảnh Yemen.